# Gunterite
La gunterite (simbolo IMA: Gun) è un minerale molto raro appartenente alla famiglia degli "ossidi e idrossidi" con composizione chimica Na4Ca(V10O28) • 20H2O.

## Etimologia e storia
La gunterite è stata chiamata in questo modo in onore del dott. Mickey Eugene Gunter (nato 1953), professore di mineralogia presso l'Università dell'Idaho. Il professor Gunter è particolarmente noto nell'ambiente dei minerali per i suoi studi sulla mineralogia ottica e sulla mineralogia dei minerali di amianto.
Il campione tipo è conservato presso il "Natural History Museum of Los Angeles" (Los Angeles, California) con i numeri di catalogo 63506 e 63507.

## Classificazione
Essendo stata approvata dall'Associazione Mineralogica Internazionale (IMA) come specie minerale indipendente nel 2011, la gunterite non si trova elencata nella classica nona edizione della sistematica dei minerali di Strunz, aggiornata dall'IMA fino al 2009.
Il minerale è presente nell'edizione successiva, proseguita dal database "mindat.org" e chiamata Classificazione Strunz-mindat, dove la gunterite si trova nella classe "4. Ossidi (idrossidi, V[5,6] vanadati, arseniti, antimoniti, bismutiti, solfiti, seleniti, telluriti, iodati)" e da lì nella sottoclasse "4.H V[5,6] Vanadati"; questa viene più finemente suddivisa in base alla tipologia del vanadato, in modo tale che la gunterite possa essere trovata nella sezione "4.HC [6]-Sorovanadati" dove è l'unico membro del sistema nº 4.HC.35.
Nella Sistematica dei lapis (Lapis-Systematik) di Stefan Weiß la gunterite si trova nella classe degli "ossidi" e da lì nella sottoclasse degli "ossidi di vanadio (polivanadati con V4+/5+)"; qui forma il "gruppo dei vanadati" con il numero di sistema IV/G.01 insieme a bluestreakite, burroite, hughesite, huemulite, hummerite, kokinosite, lasalite, magnesiopascoite, nashite, pascoite, postite, rakovanite, schindlerite, sherwoodite e wernerbaurite.

## Abito cristallino
La gunterite cristallizza nel sistema monoclino nel gruppo spaziale B2/m con i parametri di cella a = 19,848(2) Å, b = 10,1889(11) Å, c = 13,1184(15) Å e β = 130,187(9)°, oltre ad avere 2 unità di formula per cella unitaria.

## Origine e giacitura
La gunterite si manifesta nelle croste ed efflorescenze sulle pareti di miniere e in fratture nell'arenaria, formate dall'ossidazione di associazioni di montroseite-corvusite; la paragenesi è con calcite, corvusite, hewettite, huemulite, hughesite, montroseite, munirite, paramontroseite, pascoite, rakovanite, rossite e sherwoodite.
La gunterite è un minerale rarissimo ed è stata trovata solo nella sua località tipo, la miniera di "West Sunday" (38.08°N 108.82167°W) e nelle miniere di "Sunday" e di "Burro", tutte nella contea di San Miguel (Stati Uniti).

## Forma in cui si presenta in natura
La gunterite forma cristalli tabulari secondo {001} e generalmente impilati in cristalli multipli allungati e curvi, con dimensioni fino a 0,5 mm.
Il minerale è da trasparente a traslucido con lucentezza semi adamantina; il colore è arancio-giallo e lo striscio è giallo.

## Proprietà chimico-fisiche
La gunterite è un minerale molto morbido, con durezza Mohs pari a 1 ed è solubile in acqua a temperatura ambiente.
Mostra un visibile pleocroismo con colori giallo lungo {\displaystyle x}, arancio lungo {\displaystyle y} e giallo lungo {\displaystyle z}.